# Hans Raun Iversen
Hans Raun Iversen (født 27. juni 1948 på Borris Hede) er en dansk dr.theol. og og lektor emeritus i praktisk teologi ved Københavns Universitet.
Hans Raun Iversen blev cand.theol. med guldmedalje fra Aarhus Universitet i 1976 og dr.theol.h.c. fra Uppsala Universitet i 2012. Fra 1982 til 2018 var han lektor i praktisk teologi ved Københavns Universitet og i perioder tillige leder af Afdeling for Systematisk Teologi samme sted.
Han har udgivet en lang række bøger om teologi, blandt andet "Ny praktisk teologi: kristendommen, den enkelte og kirken" fra 2018, ligesom han har været redaktør på et større værk om Kaj Munk og teologien fra 2014.
Derudover har Hans Raun Iversen været bestyrelsesmedlem i en række kirkelige organisationer som De Samvirkende Menighedsplejer, Kirkefondet og Islamisk-Kristent Studiecenter.